# Hoplia taipeiensis
Hoplia taipeiensis är en skalbaggsart som beskrevs av Kobayashi och Chou 2008. Hoplia taipeiensis ingår i släktet Hoplia och familjen Melolonthidae. Inga underarter finns listade i Catalogue of Life.